# Wyre Forest District
Wyre Forest District är ett distrikt (motsvarande kommun) i grevskapet Worcestershire i England, Storbritannien. Distriktet har 102 328 invånare (2022). Större orter är Kidderminster och Stourport-on-Severn. Distriktet är indelat i 13 civil parishes. 